# ابوالعباس احمد بن اسماعیل
مولای احمدالذهبی سومین سلطان علوی مراکش بود. او فردی ضعیف‌النفس بود. او پس از وفات پدرش اسماعیل به حکومت رسید و در دو دوره بر مراکش سلطنت می‌کرد. جانشین او در دورهٔ اول که تنها یک سال بود، توسط برادرش عبدالملک عزل گردید اما او تنها پنج ماه حکومت کرد و ابوالعباس احمد دوباره به سلطنت رسید. اما طولی نکشید که بعد از هفت ماه، درگذشت و برادرش عبدالله به سلطنت رسید.